# Тавареш, Дилан
Ди́лан Тава́реш душ Са́нтуш (порт. Dylan Tavares dos Santos; род. 30 августа 1996, Женева) — кабо-вердианский футболист, защитник клуба «Бастия» и сборной Кабо-Верде.

## Клубная карьера

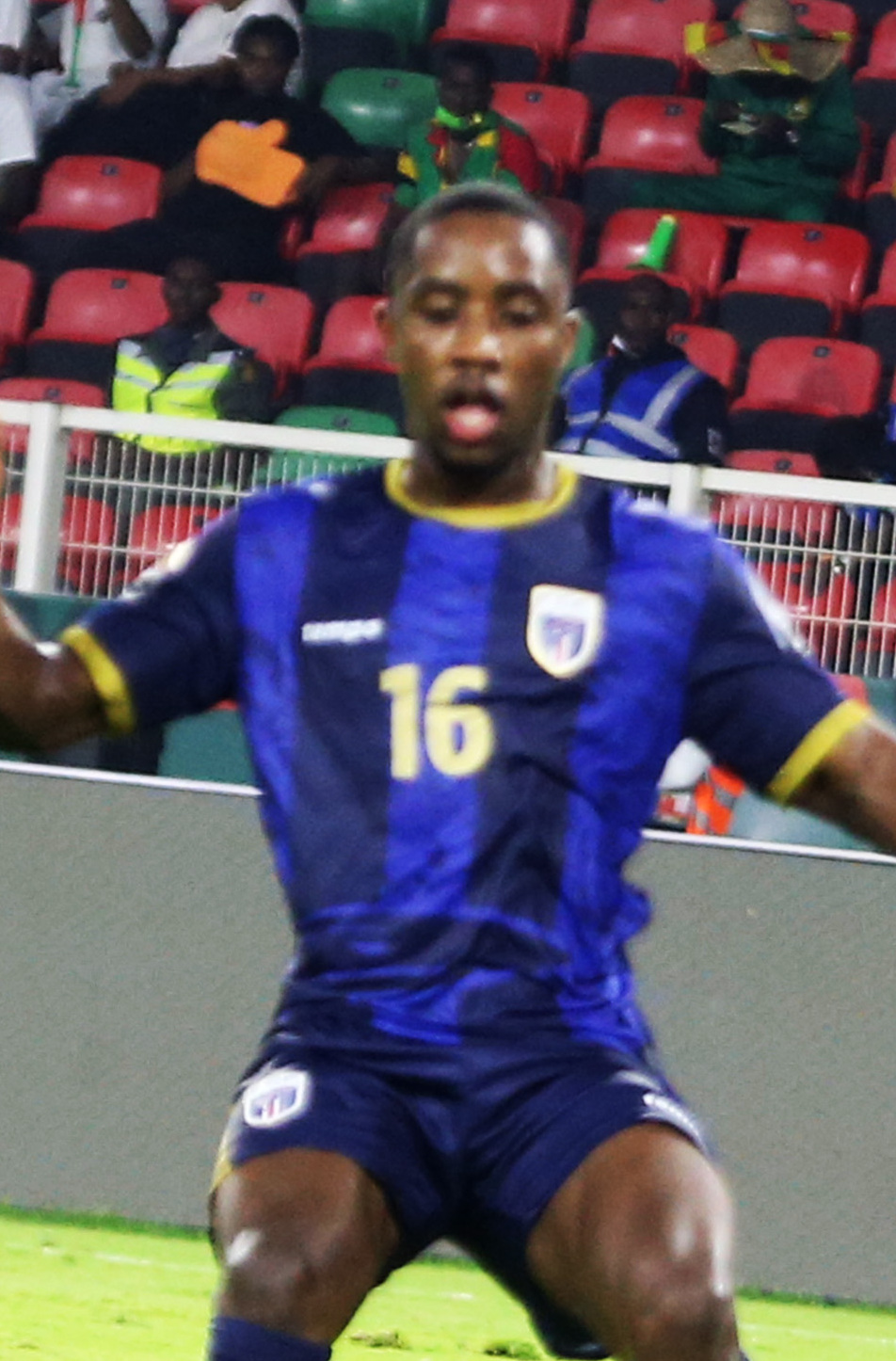
Тавареш в составе сборной Кабо-Верде

Тавареш начал профессиональную карьеру выступая за клубы низших дивизионов Швейцарии и Челлендж-лиги «Этуаль», «Стад Ньон», «Ивердон-Спорт» и «Лозанна Уши». Летом 2021 году игрок подписал контракт на один год с командой «Ксамакс». 1 августа в матче против «Вадуца» он дебютировал за новый клуб. 14 августа в поединке Кубка Швейцарии против «Лахен/Альтендорф» Дилан забил свой первый гол за «Ксамакс». Летом 2022 года Тавареш подписал контракт с французской «Бастией». 30 июля в матче против «Лаваля» он дебютировал в Лиге 2. 6 августа в поединке против «Ньора» Дилан забил свой первый гол за «Бастию».

## Международная карьера
7 октября 2020 года в товарищеском матче против сборной Андорры Тавареш дебютировал за сборную Кабо-Верде. 7 сентября 2021 в матче отборочном матче чемпионата мира 2022 против сборной Нигерии он забил свой первый гол за национальную команду.
В 2022 году Тавареш принял участие в Кубке Африке в Камеруне. На турнире он сыграл в против команд Эфиопии, Буркина-Фасо, Камеруна и Сенегала.
В 2024 году Тавареш во второй раз был включён в состав сборной на участие в Кубке Африки 2023 в Кот-д’Ивуаре.

### Голы за сборную Кабо-Верде
| №   | Дата            | Место                             | Противник | Счёт | Результат | Соревнование                     |
| --- | --------------- | --------------------------------- | --------- | ---- | --------- | -------------------------------- |
| 01. | 7 сентября 2021 | Адерито Сена, Минделу, Кабо-Верде | Нигерия   | 1:2  | 1:2       | Чемпионат мира 2022 квалификация |